# Seligmannit
Seligmannit ist ein selten vorkommendes Mineral aus der Mineralklasse der „Sulfide und Sulfosalze“ mit der chemischen Zusammensetzung PbCu[AsS3] und damit chemisch gesehen Blei-Kupfer-Sulfarsenid.
Seligmannit kristallisiert im orthorhombischen Kristallsystem und entwickelt kleine, isometrische oder nach der c-Achse gestreckte, kurzprismatische bis tafelige Kristalle von bis zu 20 Millimetern Größe. Ebenfalls beobachtet wurden flächenreiche, rhombisch-pyramidale Kristalle und bournonitähnliche Zwillinge. Das in jeder Form undurchsichtige (opake) Mineral zeigt auf den Oberflächen der dunkelbleigrauen bis schwarzen, auf polierten Flächen auch rosaweiß erscheinenden Kristalle einen metallischen Glanz. Seine Strichfarbe ist dagegen schokoladenbraun bis schwarzviolett.

## Etymologie und Geschichte

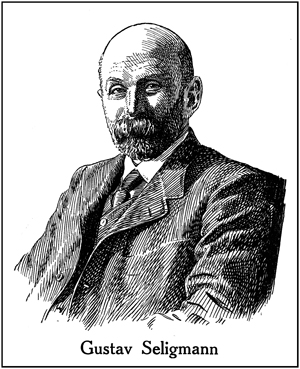
Namensgeber Gustav Seligmann

Erstmals entdeckt wurde Seligmannit in der Grube Lengenbach im Binntal im Schweizer Kanton Wallis. Die Erstbeschreibung erfolgte 1901 durch Heinrich Adolph Baumhauer, der das Mineral nach dem deutschen Bankier, Kristallographen und Mineralogen Gustav Seligmann (1849–1920) benannte.
Das Typmaterial des Minerals wird im Naturhistorisches Museum in Freiburg im Üechtland (auch Fribourg) in der Schweiz unter der Katalog-Nr. B618 (vier Kristalle) sowie im Muséum national d’histoire naturelle in Paris (Frankreich) unter der Katalog-Nr. 104.1159 (Cotyp) aufbewahrt.

## Klassifikation
Bereits in der veralteten 8. Auflage der Mineralsystematik nach Strunz gehörte der Seligmannit zur Mineralklasse der „Sulfide und Sulfosalze“ und dort zur Abteilung „Komplexe Sulfide (Sulfosalze)“, wo er zusammen mit Bournonit die „Seligmannit-Reihe“ mit der System-Nr. II/D.04a als Untergruppe der „Bleikupferspießglanz-Gruppe“ (II/D.04) bildete.
Im Lapis-Mineralienverzeichnis nach Stefan Weiß, das sich aus Rücksicht auf private Sammler und institutionelle Sammlungen noch nach dieser alten Form der Systematik von Karl Hugo Strunz richtet, erhielt das Mineral die System- und Mineral-Nr. II/E.16-10. In der „Lapis-Systematik“ entspricht dies der Abteilung „Sulfosalze (S : As,Sb,Bi = x)“, wobei innerhalb der Abteilungen II/E.16 bis II/E.18 die Blei-Sulfosalze mit As/Sb mit x = 3,0 bis 2,5 versammelt sind. Seligmannit bildet hier ebenfalls zusammen mit Bournonit eine eigenständige, aber unbenannte Gruppe (Stand 2018).
Die seit 2001 gültige und von der International Mineralogical Association (IMA) zuletzt 2009 aktualisierte 9. Auflage der Strunz’schen Mineralsystematik ordnet den Seligmannit dagegen in die neu definierte Abteilung der „Sulfarsenide, Sulfantimonide, Sulfbismutide“ ein. Diese ist zudem weiter unterteilt nach der Struktur der Sulfarsenid-, antimonid- beziehungsweise bismutid-Komplexe, so dass das Mineral entsprechend seinem Aufbau in der Unterabteilung „Insel-Sulfarsenide (Neso-Sulfarsenide) usw., ohne zusätzlichen Schwefel (S)“ zu finden ist, wo es zusammen mit Bournonit und Součekit die unbenannte Gruppe 2.GA.50 bildet.
Auch die vorwiegend im englischen Sprachraum gebräuchliche Systematik der Minerale nach Dana ordnet den Seligmannit in die Klasse der „Sulfide und Sulfosalze“ und dort in die Abteilung der „@@@“ ein. Hier ist er nach ihm benannten „Seligmannitgruppe“ mit der System-Nr. 03.04.03 innerhalb der Unterabteilung „Sulfosalze mit dem Verhältnis 3 > z/y und der Zusammensetzung (A+)i(A2+)j[ByCz], A = Metalle, B = Halbmetalle, C = Nichtmetalle“ zu finden.

## Chemismus
Die ideale (theoretische) Zusammensetzung von Seligmannit (PbCuAsS3) besteht aus Blei (Pb), Kupfer (Cu), Arsen (As) und Schwefel (S) mit einem Massenanteil (Gewichts-%) von 46,89 % Pb, 14,38 % Cu, 16,96 % As und 21,77 % S.
Die Analyse des Typmaterials aus dem Binntal ergab dagegen eine leicht abweichende Zusammensetzung von 46,34 bis 48,5 Gew.-% Pb, 13,09 bis 15,2 Gew.-% Cu, 13,5 bis 16,88 Gew.-% As und 20,6 bis 21,73 Gew.-% S sowie zusätzlich 0,64 bis 1,6 Gew.-% Antimon (Sb), 0,27 Gew.-% Zink (Zn), 0,11 Gew.-% Silber (Ag) und 0,06 Gew.-% Eisen (Fe).
Aufgrund von Mischkristallbildung mit Bournonit (PbCuSbS3) kann der bei natürlichem Seligmannit gemessene Antimongehalt auf eine teilweise Substitution des Arsens zurückgeführt werden.

## Kristallstruktur
Seligmannit kristallisiert isotyp mit Bournonit im orthorhombischen Kristallsystem in der Raumgruppe Pn21m (Raumgruppen-Nr. 31, Stellung 5) mit den Gitterparametern a = 8,08 Å; b = 8,74 Å und c = 7,63 Å sowie vier Formeleinheiten pro Elementarzelle.
Die Kristallstruktur von Seligmannit besteht aus 6-fach beziehungsweise 7-fach koordinierten Pb-Polyedern, AsS3-Pyramiden und CuS4-Tetraedern, die miteinander durch gemeinsame Ecken und Kanten verbunden sind und dadurch ein 3-dimensionales Netzwerk bilden. Innerhalb des Gerüsts sind die CuS4-Tetraeder durch gemeinsam genutzte Ecken kettenartig verknüpft.
| Kristallstruktur von Seligmannit |
| - mit Blickrichtung parallel zur a-Achse - mit Blickrichtung parallel zur b-Achse - mit Blickrichtung parallel zur c-Achse - in der kristallographischen Standardausrichtung - und als Polyeder-Modell |
| Farbtabelle: _ Pb 0 _ Cu 0 _ As 0 _ S |

## Bildung und Fundorte

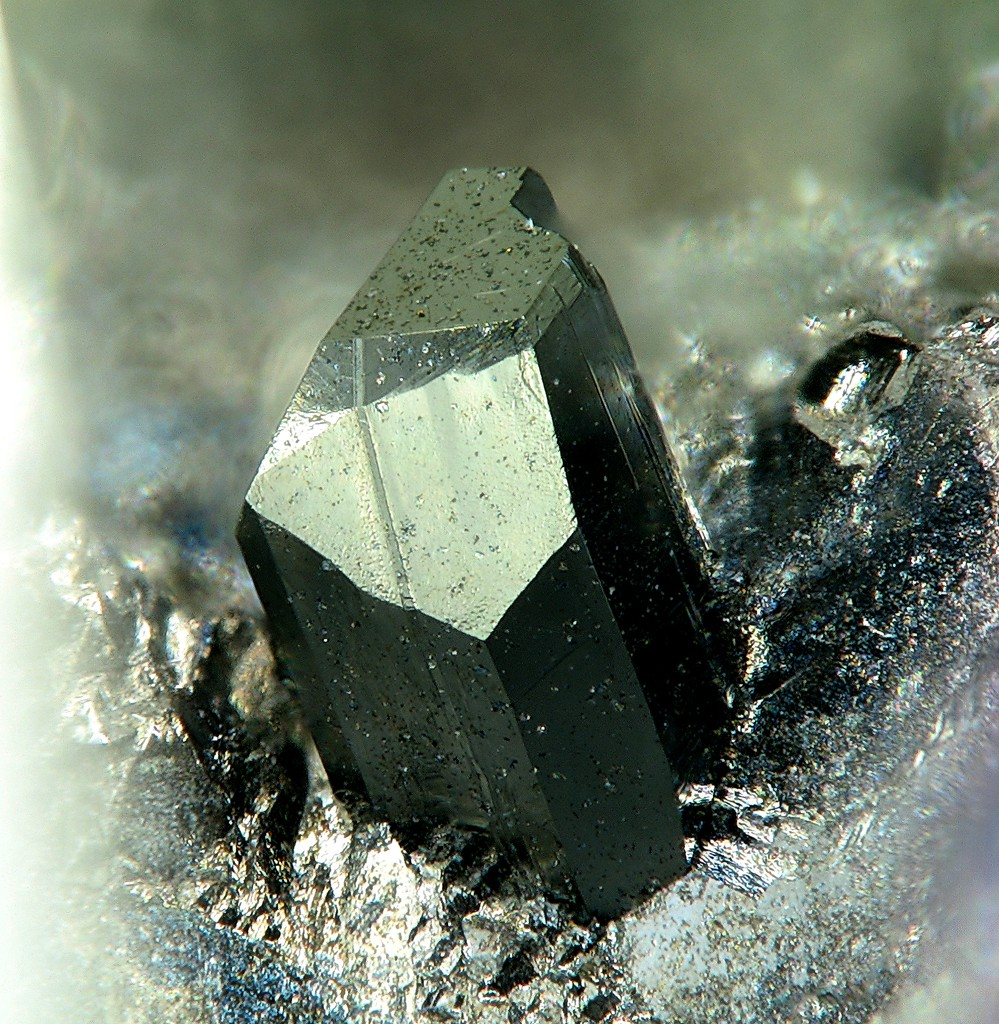
Kleiner, prismatischer Seligmannitkristall aus der Palomo Mine, Provinz Castrovirreyna, Huancavelica, Peru (Bildbreite 1 mm)

An seiner Typlokalität, der Grube Lengenbach im Binntal, fand sich Seligmannit in kleinen Hohlräumen in Dolomit. Als Begleitminerale traten hier unter anderem Baumhauerit, Dufrénoysit, Pyrit, Rathit, Sphalerit und Tennantit auf. In der Massiv-Sulfid-Lagerstätte Bleikvassli bei Hemnes in der norwegischen Provinz Nordland konnte Seligmannit zudem mit Jordanit vergesellschaftet entdeckt werden.
Als seltene Mineralbildung konnte Seligmannit nur an wenigen Orten nachgewiesen werden, wobei bisher weltweit rund 80 Fundorte dokumentiert sind (Stand 2020). Außer in der Grube Lengenbach trat das Mineral in der Schweiz noch an einem natürlichen Dolomit-Aufschluss und in Sturzblöcken am nahe gelegenen Mässerbach sowie in einem Dolomit-Aufschluss zwischen Binn und Fäld (alle im Walliser Binntal) auf.
Der bisher einzige bekannte Fundort in Deutschland ist die bis 1954 betriebene Grube Segen Gottes mit Blei-Zink-Vererzungen im Grubenfeld Kobelsberg bei Wiesloch in Baden-Württemberg.
In Österreich fand sich das Mineral bisher nur am Haidbachgraben (auch Myrthengraben) nahe Semmering in Niederösterreich, in einem Gips-Steinbruch bei Moosegg (Gemeinde Scheffau) im Salzburger Land und in einem natürlichen Aufschluss am Matzenköpfl nahe Reith im Alpbachtal in Tirol.
Weitere Fundorte liegen unter anderem in Algerien, Argentinien, Armenien, Australien, Bolivien, Bulgarien, Chile, China, Finnland, Frankreich, Griechenland, Iran, Irland, Italien, Kanada, Kroatien, Namibia, Nordmazedonien, Peru, Rumänien, Russland, Serbien, der Slowakei, Taiwan, Tschechien, der Ukraine, Ungarn und den Vereinigten Staaten von Amerika.